# Operacja Mocne Serce
Operacja Mocne Serce (hebr. מבצע אבירי לב, Miwca Abirej Lew, dosł. Operacja Bezlitośni; ang. Operation Gazelle) – operacja Sił Obronnych Izraela, która miała miejsce w trakcie wojny Jom Kipur w 1973 roku, w dniach 15–18 października. Była ona próbą wykorzystania przez armię izraelską zaistniałego na froncie impasu i wyprowadzenia uderzenia na zgrupowane siły przeciwnika, aby zdobyć przeprawy na Kanale Sueskim i utworzyć przyczółki na jego zachodnim brzegu. Po długich walkach i poniesieniu dużych strat, Izraelczykom udało się przeprawić przez kanał, a także znacznie osłabić siły egipskie w regionie.

## Tło historyczne
Po wojnie sześciodniowej w 1967 roku prezydent Egiptu Gamal Abdel Naser uznał, że wciągnie Izrael w długi konflikt na wyniszczenie, który miałby skutkować izraelskimi stratami gospodarczymi i wśród żołnierzy. Egipcjanie uznali, że taki stan rzeczy skłoniłby Izrael do podjęcia rozmów pokojowych. Naser uznał, że podjęcie takich kroków przez izraelskie władze ukazałoby słabnącą pozycję państwa Izrael w regionie. Do 1970 roku trwała tzw. wojna na wyczerpanie, w którą oprócz Egiptu zaangażowane były w różnym stopniu także Syria, Jordania i organizacje palestyńskie. Wsparcia Arabom udzieliły także Związek Radziecki i Kuba .
Urzędujący od 1970 roku prezydent Anwar as-Sadat postanowił doprowadzić do zmiany pozycji Egiptu na Bliskim Wschodzie. Uznał, że jedynym wyjściem jest niespodziewany i zmasowany atak na Izrael. W tym celu podjął rozmowy ze Związkiem Radzieckim w celu wzmocnienia egipskiej obrony przeciwlotniczej, która uniemożliwiłaby Siłom Powietrznym Izraela przeprowadzenie ataków w głąb terytorium egipskiego. Nasycono armię egipską większą ilością broni przeciwpancernej. Przygotowania do natarcia połączone były ze skuteczną dezinformacją, dzięki czemu Izraelczycy zbagatelizowali możliwość ataku ze strony państw arabskich. 6 października 1973 roku, w trakcie żydowskiego święta Jom Kipur, doszło do jednoczesnego ataku z zaskoczenia Syrii i Egiptu na Izrael.

## Operacja

### Preludium
9 października Izraelczycy zdołali wstrzymać szybkie natarcie Egipcjan, którzy nie byli w stanie powiększyć zdobyczy terytorialnych na Synaju. 9 i 10 października armia egipska przeprowadziła serię ataków na pozycje Cahalu. Jednak nie przyniosły one zmiany sytuacji na froncie, a Siły Obronne Izraela przejmowały kontrolę nad polem bitwy. Sadat znalazł się pod presją ze strony Syryjczyków, którzy nie byli w stanie skutecznie zaatakować i zająć izraelskich pozycji na Wzgórzach Golan i nalegali na kontynuowanie zdecydowanej ofensywy na Synaju. Pomimo protestów dowództwa Sadat zdecydował się na wykonanie uderzenia siłami jednej brygady piechoty zmechanizowanej i czterema brygadami pancernymi na pozycje izraelskie. Ofensywa miała miejsce na otwartym terenie poza zasięgiem egipskiej obrony przeciwlotniczej. Natarcie zakończyło się porażką. Izraelczycy zniszczyli 250 czołgów, a Egipcjanie podjęli decyzję o wycofaniu swoich sił na przyczółki na wschodnim wybrzeżu Kanału Sueskiego.

### Plan

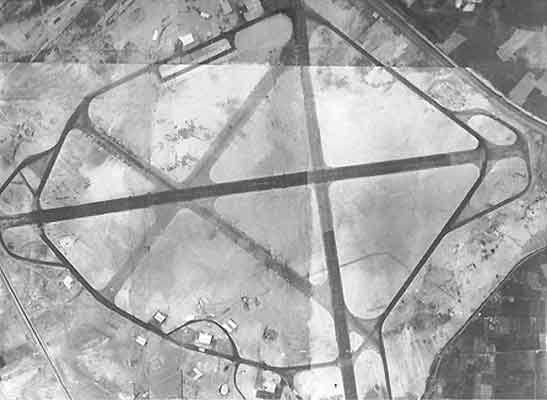
Była baza lotnicza RAF – Déversoir

Wycofanie sił egipskich w kierunku przepraw przez kanał i przyczółków ich broniących zbiegło się w czasie z planowanym przez Izraelczyków kontruderzeniem mającym doprowadzić do przerzutu oddziałów izraelskich na zachodni brzeg kanału. Dowódca Dowództwa Południowego, generał Chajjim Bar-Lew, uznał, że najlepszym miejscem przeprawy będą okolice bazy Déversoir, która znajdowała się na granicy egipskiej Drugiej i Trzeciej Armii. Uznano to miejsce za najsłabszy punkt przeciwnika. Lewe skrzydło izraelskiego natarcia oparłoby się o naturalną obronę, czyli Wielkie Jezioro Gorzkie. Przeprowadzenie ataku powierzono generałowi Arielowi Szaronowi i jego 143 Dywizji Pancernej Amud Ha-Esz. Jego zadaniami było zdobycie i utrzymanie przepraw, utworzenie przyczółka i ochrona dróg Tirtur oraz Akawisz, które prowadziły w stronę kanału.

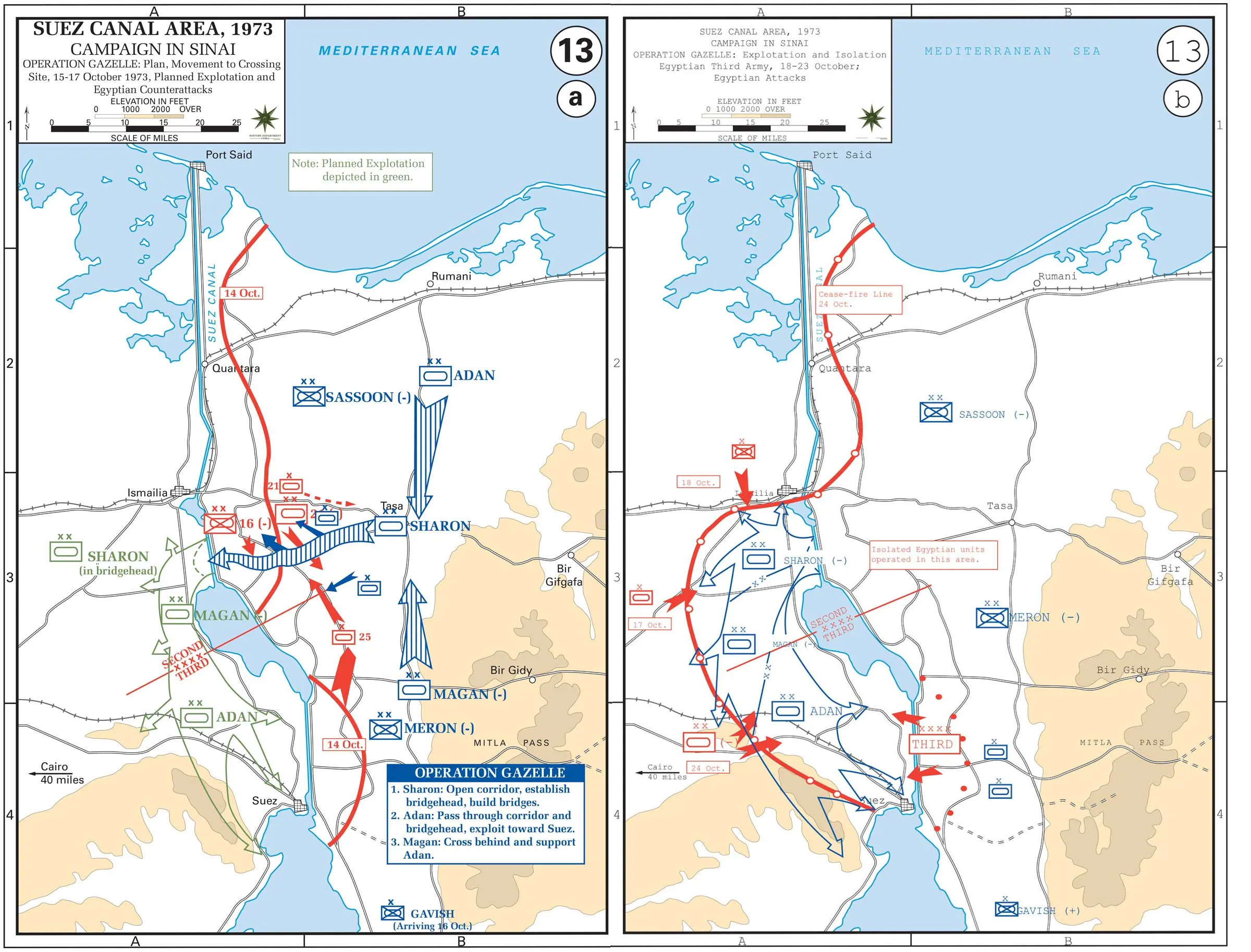
Obszar Kanału Sueskiego w dniach 15–23 października 1973 roku. Kolor zielony - planowane izraelskie uderzenie; kolor czerwony - siły egipskie; kolor niebieski - siły izraelskie

Plan zakładał, że pierwsze uderzenie wykona 600 Rezerwowa Brygada Pancerna pułkownika Tuwji Rawiwa wzdłuż drogi Tasa-Ismailia na pozycje 16 Dywizji Piechoty generała Fuada Aziza Galiego. Następnie 14 Brygada Pancerna pułkownika Amonona Reszefa miała dokonać flankującego marszu na południe od sił egipskich w celu zablokowania dróg Tirtur i Akawisz. 247 Rezerwowa Brygada Spadochronowa pułkownika Daniego Mata, przy wsparciu czołgów i wojsk inżynieryjnych, miała zabezpieczyć dwie przeprawy, a następnie przenieść się na wysunięte pozycje kilometr dalej, aby uniemożliwić Egipcjanom obserwację przepraw. 421 Rezerwowa Brygada Pancerna pułkownika Chajjima Ereza miała podążać za siłami Mata, a następnie jej zadaniem było zniszczenie egipskich stanowisk radzieckich systemów przeciwlotniczych. Wywiad izraelski oszacował, że w momencie rozpoczęcia operacji Egipcjanie posiadaliby około 700 czołgów po obu stronach kanału. Izraelskiemu natarciu mogły przeciwstawić się 21 Dywizja Pancerna, którą dowodził generał Ibrahim Orabi i 16 Dywizja Piechoty.

### Przebieg operacji
15 października o godzinie 16:00 rozpoczęła się operacja Mocne Serce. Żołnierze Rawiwa z jednostką zwiadu dywizji dotarli niezauważeni na kilometr od linii Bar-Lewa. Dopiero wtedy zostali ostrzelani przez Egipcjan i stracili 11 czołgów. W związku z tym Szaron oddelegował do boju 14 Brygadę Pancerną, która zajmować zaczęła kolejne umocnienia na kanale, ponosząc ciężkie straty. Największy opór Izraelczycy napotkali w okolicach tzw. Chińskiej Farmy. Znajdowały się tam ukryte dowództwa 21 Dywizji Pancernej i 16 Dywizji Piechoty, które po zmroku zaatakowały izraelskie kolumny. Walka doprowadziła do zahamowania natarcia, a ostrzał artyleryjski spowodował chaos na drodze Akawisz. Walki trwały całą noc, a straty w nich poniesione wyniosły po stronie izraelskiej 300 ludzi oraz 70 czołgów, a egipskiej – 150 czołgów. Mimo to Izraelczycy oskrzydlili farmę i kontynuowali natarcie. 16 października o godzinie 01:35 rozpoczęto przeprawę przez Kanał Sueski. Pierwsi na zachodni brzeg dotarli spadochroniarze Mata, którzy zaczęli umacniać przyczółki przy przeprawie. Po godzinie 06:00 na drugą stronę zaczęły przeprawiać się czołgi 421 Rezerwowej Brygady Pancernej. O godzinie 08:00 szerokość przyczółka wynosiła 4,8 km od Wielkiego Jeziora Gorzkiego na północ, wzdłuż kanału. Tego samego dnia, zaraz po przeprawieniu się, Erez wykonał uderzenie na zachód na pozycje systemów przeciwlotniczych. Jednocześnie na wschodnim brzegu pozostałe siły wzmocnione batalionem spadochroniarzy rozpoczęły ponowny atak na farmę. 17 października resztki egipskiej 21 Dywizji Pancernej i 25 Brygady Pancernej, które nie mogły zostać wycofane, zdecydowały się wykonać uderzenie na izraelskie tyły, a także przyczółki, żeby odciąć je od przepraw na wschodnim brzegu. 21 Dywizja Pancerna miała zaatakować z północy na południe, z kolei 25 Brygada Pancerna miała wykonać uderzenie wzdłuż wybrzeża Wielkiego Jeziora Gorzkiego. Ataki skoordynowano go z natarciem resztek 116 Brygady Piechoty Zmechanizowanej na zachodnim brzegu. Oba uderzenia nie powiodły się, a wykonujące je jednostki poniosły straty, które uniemożliwiły ich dalszą walkę. Z kolei po 30 godzinach walki udało się Izraelczykom zdobyć umocnienia Chińskiej Farmy. Wieczorem 17 października ukończono most pontonowy, którym w nocy z 17 na 18 października przeprawiła się 162 Dywizja Pancerna generała Awrahama Adana wraz z innymi siłami uderzeniowymi, które miały przejść do dalszej fazy ataku.
Operacja Mocne Serce była całkowitym zaskoczeniem dla Egipcjan. Dowództwo myślało, iż będzie to uderzenie pozorujące, co najwyżej mające na celu zniszczenie systemów przeciwlotniczych. 16 października wojskowi przekonywali Sadata, że izraelskie siły na przyczółku na zachodnim brzegu kanału nie są w stanie zagrozić armii egipskiej. Dopiero zdjęcia satelitarne dostarczone przez Związek Radziecki zmieniły pogląd na sytuację na polu bitwy, jednak wówczas było za późno na podjęcie efektywnych działań.